# Tavini huiraatira
Pour les articles homonymes, voir FLP.
Le Tāvini huiraʻatira (nom en tahitien traduisible en français par « Servir le peuple »), dont le nom complet est Tāvini huiraʻatira nō te ao māʻohi - FLP (en français « Servir le peuple autochtone »), parfois abrégé en Tavini huiraatira, Tāvini ou Tavini, est un parti politique polynésien, fondé et dirigé par Oscar Temaru. Créé en 1977 sous le nom de Front de libération de la Polynésie (FLP), son but est, à terme, l'indépendance de la Polynésie française. Il fait partie de la coalition Union pour la démocratie (UPLD). Lors de l'élection des représentants à l'Assemblée de la Polynésie française de 2013, l'UPLD obtient 11 représentants (sur 57), dont 9 pour le Tāvini huiraʻatira.

## Histoire
Le Front de libération de la Polynésie (FLP) est créé en 1977 par Oscar Temaru. Il s'inscrit dans la mouvance de l'Organisation de libération de la Palestine. En mars 1983, Oscar Temaru remporte la mairie de Faaa. Le 16 mars 1986, en obtenant 8,47 % des voix, le FLP entre à l'Assemblée de la Polynésie française, avec deux représentants.
En 1983, un changement de statut et de nom, proposé par Henri Hiro, est adopté et le FLP prend le nom de Tāvini huiraʻatira nō te ao Māʻohi (« Servir le peuple autochtone ») et la devise Te Atua tāʻu fatu (« Le Seigneur est mon maître ») est adoptée.
En 1991, le Tāvini remporte quatre représentants à l'Assemblée de la Polynésie française (11 % des voix), puis 11 représentants en 1996, avec plus de 25 % des voix, avant d'atteindre 13 députés en 2001. 
Il participe aux élections territoriales du 23 mai 2004 en s'alliant au sein de l'Union pour la démocratie (UPLD) avec d'autres formations (Ai'a Api, Ia mana te nunaa, Here ai'a) et un syndicat (ʻO ʻoe tō ʻoe rima), ce qui lui permet de remporter la victoire le 23 mai 2004. Le 14 juin 2004, Oscar Temaru est élu à présidence de la Polynésie française. Il est renversé par une motion de censure le 9 octobre 2004. Bien que le nom de Tāvini huiraʻatira semble être devenu le nom usuel du parti, Oscar Temaru a repris le nom du FLP pour se présenter aux élections législatives de juin 2007.
Le 17 juin 2017, Moetai Brotherson bat Patrick Howell du Tāpura huiraʻatira au second tour des élections législatives et devient député de la 3e circonscription.
Lors du second tour de l'élection législative de 2022 en Polynésie, le parti remporte les trois circonscriptions de la collectivité face aux candidats du parti Tāpura. Tematai Le Gayic arrive en tête de la première circonscription avec 50,88 % des suffrages exprimés face à Nicole Bouteau et devient le plus jeune député élu de la Cinquième République à 21 ans. Steve Chailloux bat Tepuaraurii Teriitahi avec 58,9 % des suffrages exprimés dans la deuxième circonscription et le député sortant de la troisième circonscription Moetai Brotherson est réélu face à Tuterai Tuhamai avec 61,32 % des suffrages exprimés.
Le 1er mai 2024, le mouvement indépendantiste polynésien signe un mémorandum avec le parlement de l’Azerbaïdjan À la fin du même mois, les dirigeants du parti sont invités à Bakou par le parlement azerbaïdjanais pour participer à une conférence sur la « décolonisation ». Cette visite est interprétée comme faisant partie des « tentatives de déstabilisation des territoires français d’Outre-mer » menées par l'Azerbaïdjan.

## Liste des présidents
| Nom          | Dates du mandat | Notes |
| ------------ | --------------- | --- |
| Oscar Temaru | mars 1983       | Ancien président de la Polynésie française Ancien président de l'Assemblée de la Polynésie française Maire de Faaa |

## Gouvernement
| Gouvernement | Gouvernement | Gouvernement            | Dates (Durée)                           | Partis            | Président                              | Composition initiale |
| ------------ | ------------ | ----------------------- | --------------------------------------- | ----------------- | -------------------------------------- | -------------------- |
|              |              | Gouvernement Brotherson | 15 mai 2023 (2 ans, 2 mois et 14 jours) | Tavini huiraatira | Moetai Brotherson ( Tavini huiraatira) | 10 ministres         |

### Personnalités importantes
L'ancien député et sénateur Pouvanaa Oopa (Rassemblement des populations tahitiennes) est considéré comme la figure tutélaire du FLP : il est mort l'année de sa création.

## Résultats électoraux

### Élections législatives
| Année | Premier tour | Premier tour | Premier tour | Second tour | Second tour | Second tour | Sièges | Gouvernement        |
| Année | Voix         | %            | Rang         | Voix        | %           | Rang        | Sièges | Gouvernement        |
| ----- | ------------ | ------------ | ------------ | ----------- | ----------- | ----------- | ------ | ------------------- |
| 2012  | 20 350       | 24,23        | 2e           | 42 762      | 44,11       | 2e          | 0 / 3  | Extra-parlementaire |
| 2017  | 17 696       | 21,07        | 3e           | 16 603      | 18,01       | 3e          | 1 / 3  | Opposition          |
| 2022  | 23 490       | 27,47        | 2e           | 61 437      | 56,85       | 1er         | 3 / 3  | Opposition          |
| 2024  | 35 888       | 39,90        | 1er          | 31 394      | 47,60       | 1er         | 1 / 3  | Opposition          |

### Élections territoriales
| Année | 1er tour          | 1er tour          | 1er tour          | 2d tour           | 2d tour           | 2d tour           | Sièges  |
| Année | Voix              | %                 | Rang              | Voix              | %                 | Rang              | Sièges  |
| ----- | ----------------- | ----------------- | ----------------- | ----------------- | ----------------- | ----------------- | ------- |
| 1986  |                   |                   |                   |                   |                   |                   | 2 / 41  |
| 1991  |                   |                   |                   |                   |                   |                   | 4 / 41  |
| 1996  |                   |                   |                   |                   |                   |                   | 10 / 41 |
| 2001  |                   |                   |                   |                   |                   |                   | 13 / 49 |
| 2004  | au sein de l’UPLD | au sein de l’UPLD | au sein de l’UPLD | au sein de l’UPLD | au sein de l’UPLD | au sein de l’UPLD | 26 / 57 |
| 2008  | au sein de l’UPLD | au sein de l’UPLD | au sein de l’UPLD | au sein de l’UPLD | au sein de l’UPLD | au sein de l’UPLD | 19 / 57 |
| 2013  | au sein de l’UPLD | au sein de l’UPLD | au sein de l’UPLD | au sein de l’UPLD | au sein de l’UPLD | au sein de l’UPLD | 11 / 57 |
| 2018  | 25 891            | 20,71             | 3e                | 31 378            | 23,12             | 3e                | 8 / 57  |
| 2023  | 43 401            | 34,90             | 1er               | 64 551            | 44,32             | 1er               | 38 / 57 |